# Dania Méndez
Dania Estefania Méndez Arredondo (Ciudad Guzmán, Jalisco; 6 de febrero de 1992) es una personalidad de televisión, influencer y modelo mexicana, conocida por haber participado en Acapulco Shore de MTV.

## Carrera profesional
Su salto a la fama se dio luego de que sus compañeras Manelyk González y Brenda Zambrano  le dieran proyección en el 2019 como miembro del reparto de la sexta temporada de Acapulco Shore. Su paso por el programa de MTV estuvo envuelto en la polémica tras controversiales situaciones que terminaron en altercados físicos con sus entonces compañeros de reparto Luis Méndez y Manelyk González Esta situación fue duramente cuestionada por la prensa y audiencia.
En 2023, Méndez se convirtió en una de las concursantes de La casa de los famosos, donde luego de tres nominaciones y 77 días de aislamiento se convirtió en la undécima eliminada del programa.
Durante su estadía en La casa de los famosos, se anunció un intercambio de famosos con Big Brother Brasil. Méndez fue seleccionada e intercambiada con Key Alves durante cuatro días, donde su participación se vio afectada tras haber sufrido acoso sexual por parte de dos de los concursantes brasileños, lo que desembocó en la expulsión de ambos y Méndez decidió regresar al concurso estadounidense. El hecho se volvió foco de atención en ambos países.
Ese mismo año participó en el reality, Los 50, durante su estadía sufrió una lesión en sus implantes y después de ser eliminada tuvo que someterse a una cirugía. El 26 de septiembre de 2023 fue confirmada para la quinta temporada de Las estrellas bailan en Hoy. Méndez logro llegar a la final del programa se corono como subcampeona en diciembre de 2023.
Desde inicios de 2024 ha realizado participaciones recurrentes en Hoy.

## Vida personal
En 2019, tuvo un romance con Lorduy, integrante de Piso 21. La relación terminó a fines de 2021, aparentemente por una infidelidad del cantante urbano.

## Filmografía
| Año       | Nombre                           | Notas                                     |
| --------- | -------------------------------- | ----------------------------------------- |
| 2019–2020 | Acapulco Shore                   | Reparto principal (temporada 6 y 7)       |
| 2022      | Acapulco Shock                   | Panelista                                 |
| 2023      | La Casa de los Famosos           | Concursante (temporada 3); 11.ª eliminada |
| 2023      | Big Brother Brasil 23            | Concursante de intercambio                |
| 2023      | Los 50                           | Concursante (temporada 1); 26.ª eliminada |
| 2023      | Las Estrellas Bailan en Hoy      | Concursante; subcampeona                  |
| 2024      | Hoy                              | Colaboradora                              |
| 2024      | Las Estrellas Bailan en Hoy      | Concursante de reemplazo                  |
| 2025      | La casa de los famosos All-Stars | Concursante; 6.ª Finalista                |

Videoclips
- Más de la una (2021) - Piso 21 & Maluma
- La Thong (2021) JD Pantoja & Sisqo
- Vamos Arriesgarnos (2022) - Panchito Arredondo
- Bye (2023) - Peso Pluma

## Premios y reconocimientos
| Premio                | Categoría                   | Trabajo                        | Resultado | Ref.          |
| --------------------- | --------------------------- | ------------------------------ | --------- | ------------- |
| Premios MTV Miaw 2023 | Realeza del reality         | La casa de los famosos         | Nominada  | [ 18 ]        |
| BreakTudo Awards 2023 | Mejor estrella de reality   | La casa de los famosos         | Nominada  | [ 19 ]        |
| BreakTudo Awards 2023 | Influenciador Internacional | —                              | Ganadora  | [ 19 ]        |
| BIC Seven Awards 2024 | Latin Reality Star          | La casa de los famosos, Los 50 | Nominada  | [ 20 ] [ 21 ] |